# 老臭蟲
《老臭蟲》是一篇由美國恐怖小說作家H·P·洛夫克拉夫特所寫的短篇故事，可能在1919年7月之前寫成。 它首次在阿卡姆小屋的書籍 The Shuttered Room and Other Pieces (1959年)中出版。

## 劇情
隨著禁酒令的實施，芝加哥的希恩台球室成為了頑固酒鬼的邪惡巢穴。有一位名為老臭蟲的成熟男子，他被罪惡侵蝕，但又能在長時間間隔後展現出教育人的典型敏感性，他在廚房擔任清潔工。當年輕的阿爾弗烈德·特雷弗，在他的朋友皮特·舒爾茨的引導下走上酒路，來到希恩的酒館時，老臭蟲將試圖說服他不要犯下和他一樣的錯誤。

## 創作
這篇文章是在洛夫克拉夫特的朋友阿爾弗雷德·加爾平建議他在禁酒令生效之前試試酒後寫的。作為回應，洛夫克拉夫特，一個禁酒主義者，寫了一個關於一個名叫老臭蟲的流浪漢的故事，他原來就是蓋爾平本人，因為"從多年前在樹林隱居處首次喝酒開始的邪惡習慣"而沉淪。在手稿的底部，洛夫克拉夫特寫道：「現在你會乖吧？」 因為他的酗酒問題，與老蟲子訂婚的女人埃莉諾·汶(Eleanor Wing)的訂婚被取消，她是蓋爾平高中新聞社的同學。

## 外部連結
- 列在網路推理小說資料庫中的《老臭蟲》
- 维基文库中的相關文獻：老臭蟲